# داون‌تاون ایست (مینیاپولیس)
داون‌تاون ایست (به انگلیسی: Downtown East) یک منطقهٔ مسکونی در ایالات متحده آمریکا است که در مینیاپولیس واقع شده‌است. داون‌تاون ایست ۱٬۲۵۴ نفر جمعیت دارد.